# Aspidolopha medogensis
Aspidolopha medogensis is een keversoort uit de familie bladkevers (Chrysomelidae). De wetenschappelijke naam van de soort werd in 1988 gepubliceerd door Tan.